# Hard Rock Hallelujah
„Hard Rock Hallelujah“ je píseň od finské hard rockové/heavy metalové kapely Lordi.
Píseň byla nahrána jako singl 15. května 2006 v Astala Studiu, které vlastnil tehdejší bubeník kapely Kita. Je hrána ve stylu hard rocku. Producentem byl Jyrki Tuovinen a samotný song vydalo Drakkar Records. Lordi s touto písní vyhráli Eurovision Song Contest 2006 s rekordním počtem hlasů 292, který byl překonán až v roce 2009. S písní byl zapsán i světový rekord, když ji zpívalo nejvíc lidí jako karaoke; to se odehrálo při oslavě vítězství Lordů v Eurosongu na náměstí v Helsinkách. Až po této výhře song vyšel na třetím albu Lordů The Arockalypse. Hudbu i slova k písni složil frontman kapely Mr. Lordi.
Píseň má stále velkou oblibu u fanoušků, proto ji Lordi vždy hrají na koncertu a často i jako poslední píseň festivalu. Při hraní písně má Mr. Lordi sekeru, jež slouží jako stojan pro mikrofon a ze které, stejně jako z obou kytar, srší jiskry. K písni byl natočen videoklip, který má z hlediska kapely rekordní sledovanost na YouTube. I přes tyto úspěchy členové kapely tvrdí, že mohou složit a nahrát i lepší písně.